# مونيستيرايو
بلدية مونيستيرايو (بالإسبانية: Monesterio)‏, هي إحدى بلديات مقاطعة بطليوس، التي تقع في منطقة إكستريمادورا، والتي تقع في غرب إسبانيا.
يبلغ عدد سكانها 4.610 نسمة وفقاً لإحصائية سنة (2002).